# 神戸協同病院
神戸協同病院（こうべきょうどうびょういん）は、神戸医療生活協同組合が兵庫県神戸市長田区に設置する病院。
一般病床119床と療養病床48床を備える。
全日本民主医療機関連合会（民医連）に加盟している。

## 沿革
- 1948年5月 　神戸協同診療所開設
- 1958年4月 　板宿診療所との統一運営
- 1961年2月 　神戸医療生活協同組合の創設
- 1963年11月　神戸協同診療所を50床の病院化
- 1974年11月　神戸協同病院の新築移転（152床）
- 1995年1月 　阪神淡路大震災での救援活動
- 1998年10月　神戸協同病院の増築完成

## 診療科
(この節の出典 )
- 内科
- 呼吸器内科
- 消化器内科
- 循環器内科
- 内分泌内科
- 人工透析内科 - 透析病床は20床[3]。
- 緩和ケア内科
- 脳神経内科
- 外科
- 肛門外科
- 整形外科
- 皮膚科
- 精神科
- リハビリテーション科
- 放射線科
- 病理診断科

## 医療機関の認定
(この節の出典 )
- 保険医療機関
- 労災保険指定医療機関
- 生活保護法指定医療機関(中国残留邦人等の円滑な帰国の促進並びに永住帰国した中国人残留邦人等及び特定配偶者の自立の支援に関する法律(平成6年法律第30号)に基づく指定医療機関を含む。)
- 高齢者の医療の確保に関する法律(昭和57年法律第80号)第7条第1項に規定する医療保険各法及び同法に基づく療養等の給付の対象とならない医療並びに公費負担医療を行わない医療機関
- 指定自立支援医療機関（更生医療）
- 指定自立支援医療機関（精神通院医療）
- 臨床研修病院
- 身体障害者福祉法指定医の配置されている医療機関
- 結核指定医療機関
- 在宅療養支援病院
- 原子爆弾被害者一般疾病医療取扱医療機関
- 無料低額診療事業実施医療機関
- 公害医療機関

## 差額ベッド代について
病院の理念により、差額ベッド料（個室料）を徴収していない。

## 阪神淡路大震災での救護活動
阪神大震災による被害が最も激しかった地域の一つである神戸市長田区南部に位置していたが、奇跡的に地震の揺れによる建物被害、火災による被害をなんとか免れ、また職員にも死亡者が出なかった（家族死亡者はあり）ことで、透析用の水やさまざまな物資の確保に奮闘しつつ、また各方面の協力も得て救護活動を行った。

## 交通アクセス
(この節の出典 )
- 神戸市営地下鉄西神・山手線/海岸線「新長田駅」南へ徒歩7分 又は「駒ヶ林駅」東へ徒歩5分
- JR山陽本線「新長田駅」南へ徒歩7分
- 神戸市バス「大橋2丁目」停留場南へ徒歩2分

## 周辺
- 新長田本町筋商店街
- 神戸市立真陽小学校
- 三井住友銀行 駒ケ林出張所
- 神戸映画資料館